# Roger Braun (kunstschilder)
Roger Braun (Eygelshoven, 1972 – 2022) was een Nederlands kunstschilder die tot de hedendaagse realisten gerekend kan worden.

## Biografie
Roger Braun groeide op in het oude mijnwerkersdorpje Eygelshoven, waar zijn familie generaties lang in de mijnbouw werkzaam was. Deze achtergrond vormde later de kern van zijn inspiratie.
Hij woonde en werkte achtereenvolgens in Sittard, Nijmegen, Valkenburg aan de Geul en Vlodrop. Van 1993 tot 1997 doorliep hij de opleiding illustratieve vormgeving aan de Hogeschool Katholieke Leergangen in Sittard. Na voltooiing van deze opleiding begon hij aan een intensieve zelfstudie naar de technieken van de oude meesters. Om niet stil te blijven staan bij het verleden en als logisch vervolg op de ontwikkelingen van de technieken van de oude meesters, breidde hij deze uiteindelijk uit met hedendaagse technieken en materialen.

## Schildertechnieken
Samen met Sander van Wijnbergen richtte hij in 2001 het kunstschildersgilde Renasa op. Doel van dit gilde is het bieden van een platform voor de kruisbestuiving betreffende de kennis over de diverse schildertechnieken en materialen. Uitgangspunt hierbij zijn de schildertechnieken van de oude meesters. Voor het gildeblad schreef hij enkele artikelen over onder andere het zelf maken van traditionele loodwitverf, de vervaardiging van een krijt/gipsgrond, een zoektocht naar het meest ideale paneel, etc. In samenwerking met het bedrijf Artspect voerde hij in deze periode tevens multispectraalonderzoek uit naar de zichtbaarheid van diverse materialen in onderschilderingen.

## Werken
Naast de mijnbouw bieden vooral de industriële revolutie, de hedendaagse industriële ontwikkelingen en de rol van de mens hierin belangrijke inspiratiebronnen. In zijn vroege werken speelt de industrie een overheersende, haast bombastische rol en heerst een ondertoon van melodramatiek. Bij zijn latere werken krijgt de aanwezige mens een steeds grotere rol en wordt de industrie steeds meer gereduceerd tot enkele beeldelementen of zelfs geabstraheerd tot slechts donkere partijen. Door de jaren heen ontstaat dan ook een steeds sterker wordend clair-obscur effect door contrastrijke licht/schaduw partijen, waardoor zijn schilderijen haast een film noir achtige sfeer oproepen.

## Exposities
In 2002, 2003 en 2005 nam hij deel aan de Onafhankelijke realisten tentoonstellingen in Museum Møhlmann. Daarnaast exposeerde hij bij meerdere gerenommeerde galeries en musea, waaronder het Stedelijk Museum Roermond, Museum het Freulekeshuus in Venray en Museum Land van Valkenburg. Ook was zijn werk vertegenwoordigd tijdens de Leyden Artfair in 2001 en de kunstbeurs Zuid Nederland in 2001.
Werken van Roger Braun bevinden zich onder andere in particuliere collecties in Nederland, Duitsland, Canada en de Verenigde Staten en in de museale collectie van Museum Møhlmann.